# マイリトルポニー: エクエストリア・ガールズ - 友情のジェットコースター
マイリトルポニー: エクエストリア・ガールズ - 友情のジェットコースター（My Little Pony: Equestria Girls - Rollercoaster of Friendship）は、アメリカ合衆国とカナダのアニメーション映画。

## キャラクター
ビニエッタ・バレンシア（Vignette Valencia）
声 - テガン・モス/釘宮理恵
エクエストリア・ランドテーマパークの創開を担当するソーシャルメディア有名人。

## キャスト
左は英語版、右は日本版。
- トワイライトスパークル - タラ・ストロング/沢城みゆき
- ピンキーパイ - アンドリア・リブマン/三森すずこ
- レインボーダッシュ - アシュレイ・ボール/橘田いずみ
- アップルジャック - アシュレイ・ボール/徳井青空
- ラリティ - タバサ・セント・ジェルマン/佐々木未来
- フラッターシャイ - アンドリア・リブマン/加藤英美里
- サンセットシマー - レベッカ・ショイチェット/小清水亜美
- ビニエッタ・バレンシア - テガン・モス/釘宮理恵